# اسپرس بلوچستانی
اسپرس بلوچستانی (نام علمی: Onobrychis tavernieraefolia) نام یک گونه از سرده اسپرس است.